# Henk van Bueren
Hendrik Gerard (Henk) van Bueren (Rotterdam, 28 de setembre de 1925 - Zeist, 21 d'octubre de 2012) va ser un professor holandès d'astronomia i astrofísica d'altes energies a la Universitat d'Utrecht i president del Consell Assessor per a la Política Científica.

## Educació i carrera
Després de l'escola secundària, Van Bueren va estudiar matemàtiques, física i astronomia a les universitats d'Utrecht i Leiden i va obtenir el seu doctorat el 10 de juliol de 1956 a Leiden amb el professor Casimir amb la tesi Influència dels defectes cristal·logràfics sobre les propietats elèctriques del metall treballat en fred . Van Bueren va ser professor extraordinari a l' Interfaculty Reactor Institute Delft i empleat científic del Philips Physics Laboratory. De l'1 de setembre de 1964 a l'1 de desembre de 1979 va treballar a Utrecht com a professor titular d'astronomia, en particular "els fonaments físics de l'astronomia". Després va presidir el Consell Assessor de Política Científica. No obstant això, es va convertir en professor extraordinari d' astrofísica d'altes energies a Utrecht fins a l'1 de novembre de 1981, quan va estar massa ocupat amb el seu treball per a Política Científica. Van Bueren també va ser president del Consell Científic per a l'Energia Nuclear.

## Estudiants de doctorat
Totes les tesis doctorals a continuació amb van Bueren com a promotor o copromotor (Piet Hut, Amsterdam ) van ser a la Universitat d'Utrecht.
| candidat a doctorat                                                                                     | Tesi | Curs |
| --- | --- | ---- |
| de Graauw, Mattheus Wilhelmus Maria                                                                     | Detecció infraroja heterodina en astronomia : Experiments i Observacions                                    | 1975 |
| de Lang, Hendrik                                                                                        | Propietats de polarització dels ressonadors òptics passius i actius                                         | 1966 |
| Hut, Pieter supervisor Edward Peter Jacobus van den Heuvel, co-supervisor van Bueren                    | Alguns problemes de mecànica clàssica i astrofísica relativista                                             | 1981 |
| Kuijpers, Joannes Maria Elisabeth Kuijpers co-supervisor Max Kuperus                                    | Interaccions col·lectives ona-partícula en fonts de ràdio solar tipus IV                                    | 1975 |
| Martens, Petrus Cornelis Hendrik co-supervisors Anthony Gerald Hearn i Joannes Maria Elisabeth Kuijpers | No linealitat i inestabilitat en corona estel·lar                                                           | 1983 |
| Nieuwenhuijzen, Hans                                                                                    | Un experiment en espectroscòpia òptica heterodina                                                           | 1970 |
| Rosenberg, Johan co-supervisor Max Kuperus                                                              | Inestabilitats a la Corona Solar                                                                            | 1973 |
| Lock, Cornelis co-supervisor Adriaan Daniël Fokker, Jr.                                                 | Atles d'estructures fines d'espectres dinàmics de tipus solar IV-dm i algunes ràfegues de ràdio de tipus II | 1982 |
| van de Stadt, Herman                                                                                    | Detecció heterodina en astronomia visual i d'infart proper                                                  | 1974 |
| van Rensbergen, Walter                                                                                  | H¯ com a membre de la seqüència isoelectrònica He                                                           | 1970 |
| Verbunt, Francis co-supervisor Edward Peter Jacobus van den Heuvel                                      | Transferència massiva en fonts de raigs X estel·lars                                                        | 1982 |

## Fotos de l'Observatori Sonnenborgh, Utrecht

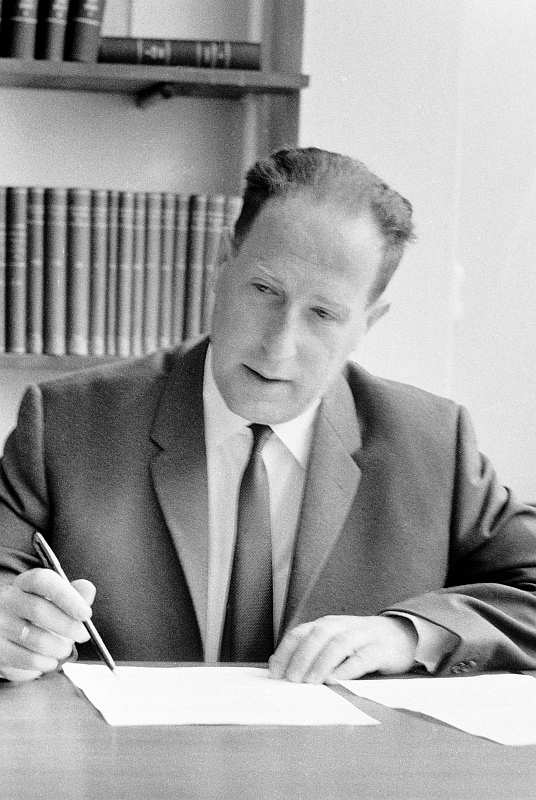
Henk van Bueren, 1961-1965
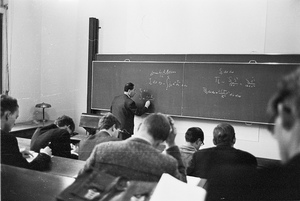
Conferències de Van Bueren sobre el transport de la radiació en l'atmosfera 1961-1965
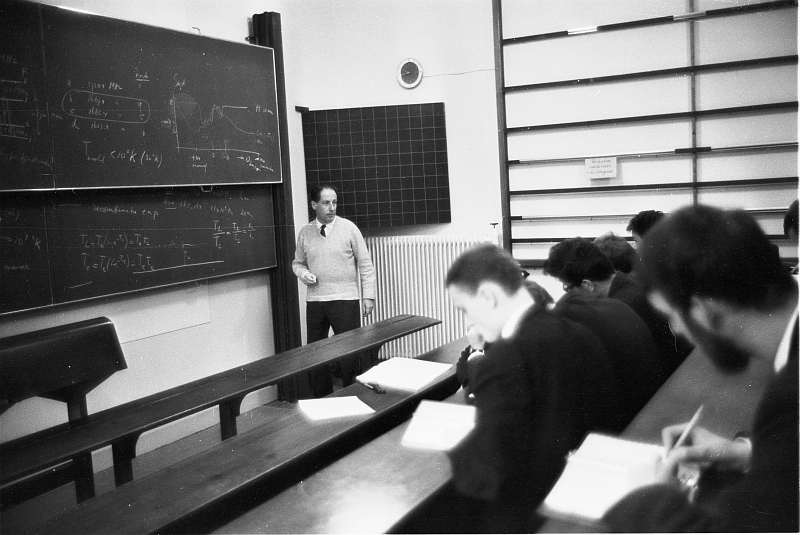
Van Bueren en una conferència, idem
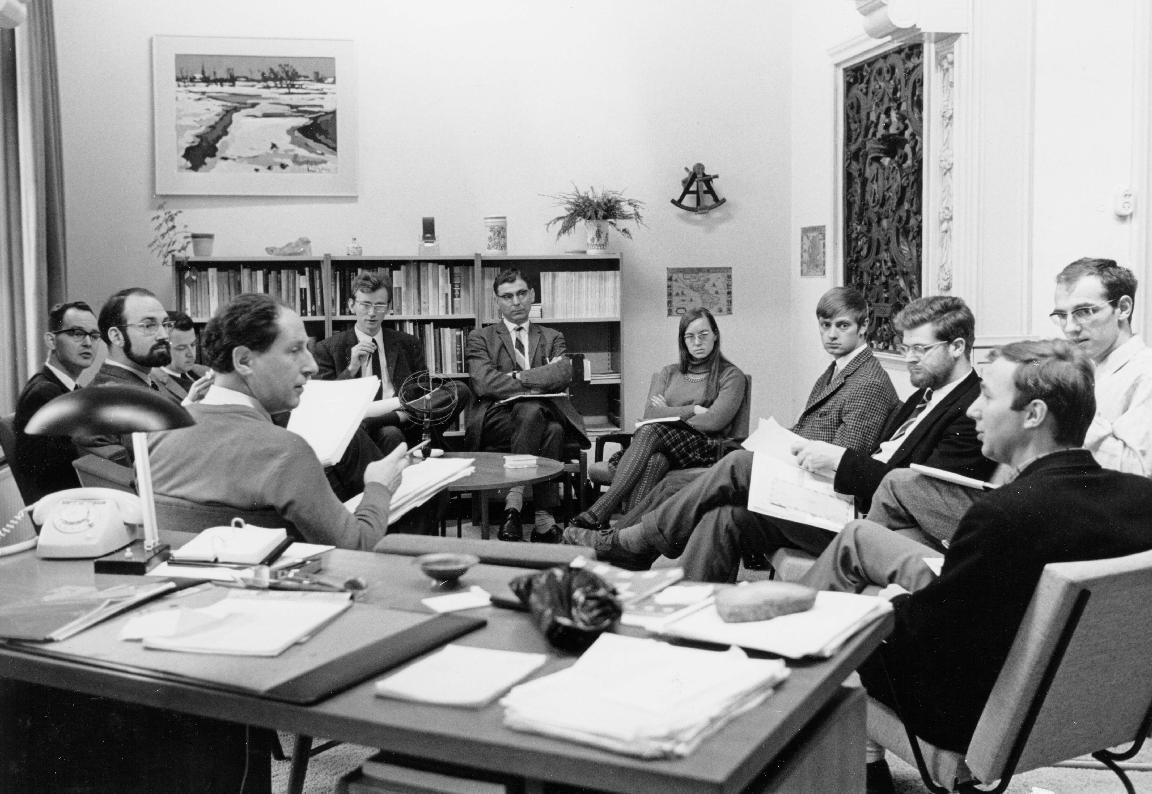
Van Bueren amb els estudiants de doctorat, 1968-1969
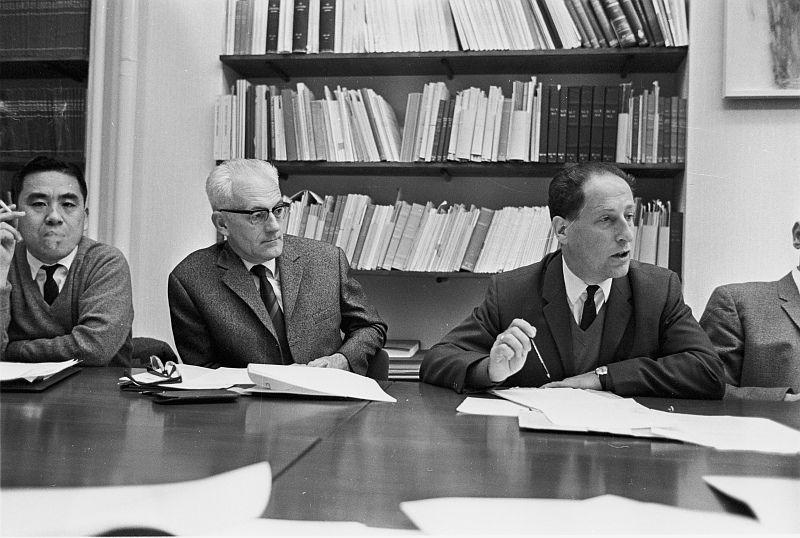
Osamu Namba, Kees de Jager i van Bueren en una reunió, 1968-1969

## Publicacions
Entre altes
- 1956: Influence of lattice defects on the electrical properties of cold-worked metal, tesi doctoral en física, Leiden
- 1958 juntament amb Alan Howard Cottrell, Johannis Heijboer en G. Mayer: De invloed van kernstraling op vaste stoffen, llibre
- 1961: Imperfections in crystals, llibre
- 1965: Laboratorium-astrofysica, conferència inaugural a la Universitat d'Utrecht, 15 de febrer de 1965
- 1976: Een raad, zijn leden en gasten : het gezicht van de Wetenschappelijke raad voor de kernenergie; Consell Científic de l'Energia Nuclear, Ministeri d'Educació i Ciència
- 1980: Wetenschappelijke en technische informatieverzorging : advies over de ontwikkelingsplannen van het Nederlands Orgaan voor de Bevordering van de Informatieverzorging (NOBIN), Consell Assessor de Política Científica. , Fundació Holandesa per a la Promoció dels Serveis d'Informació
- 1983: Organisatie en financiering van het onderwijsonderzoek,Consell Assessor de Política Científica
- 1986: Wetenschap, politiek en bedrijfsleven, llibre
- 2007: Zomaar een leven voor de wetenschap, llibre

## Vida privada
Van Bueren estava casat amb l'astrònoma i historiadora de la ciència Elly Dekker.